# Hârtop, Neamț
Hârtop este un sat în comuna Bârgăuani din județul Neamț, Moldova, România.